# Decadramma

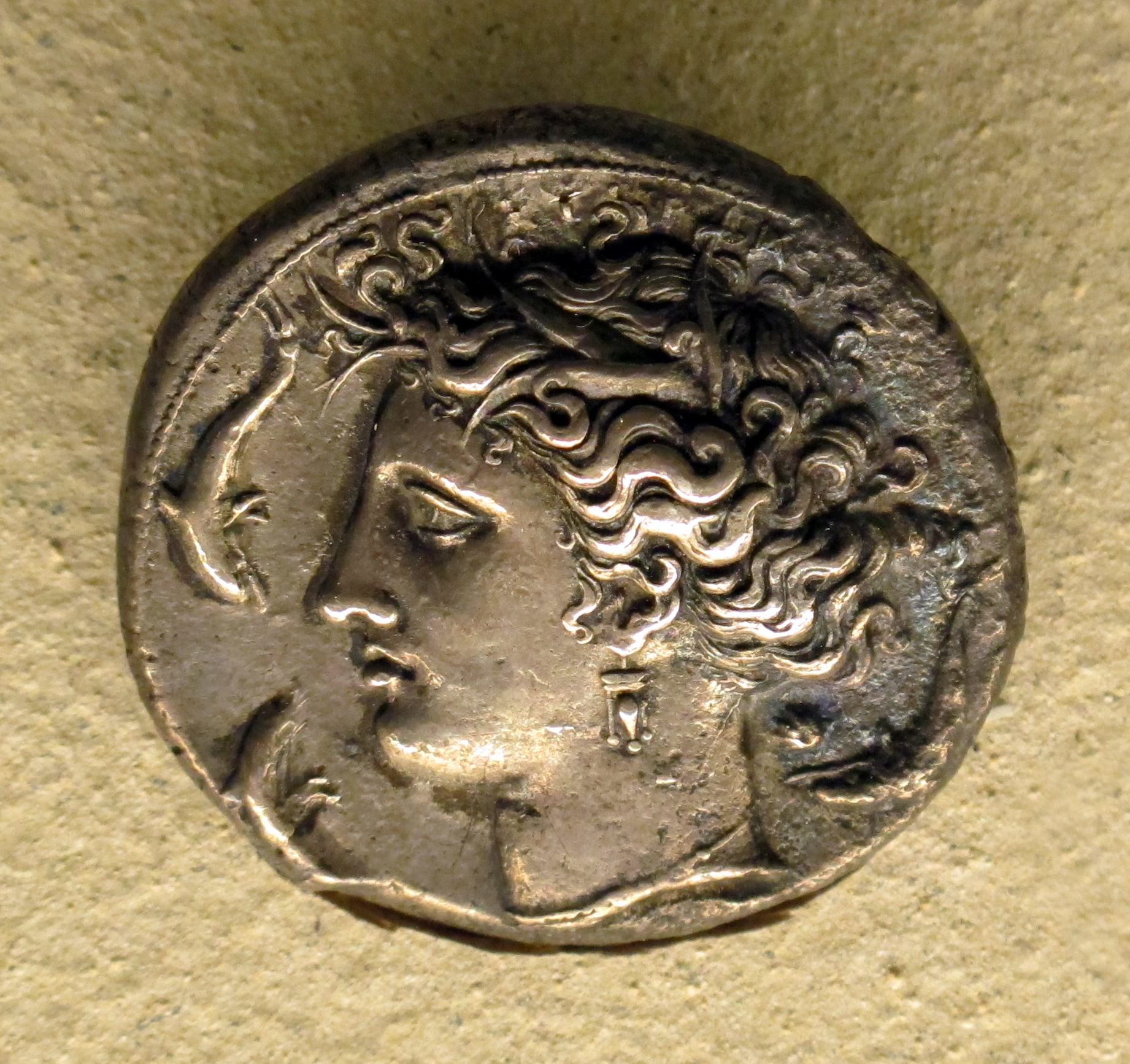
Decadramma di Siracusa, coniato da Euainetos nel IV a.C.

Il decadramma (in greco antico: δεκάδραχμος?, dekádrachmos) è una moneta equivalente al valore di dieci dramme. Essa veniva coniata nell'antichità in oro e in argento.
La sua coniazione aveva un carattere eccezionale; di commemorazione. I più noti sono i decadrammi di Atene, Siracusa e Agrigento. Si è inoltre a conoscenza di decadrammi coniati al tempo di Alessandro Magno, e altri provenienti da Cartagine.